# 名古屋市美術館
35°09′50″N 136°54′04″E / 35.16389°N 136.90111°E

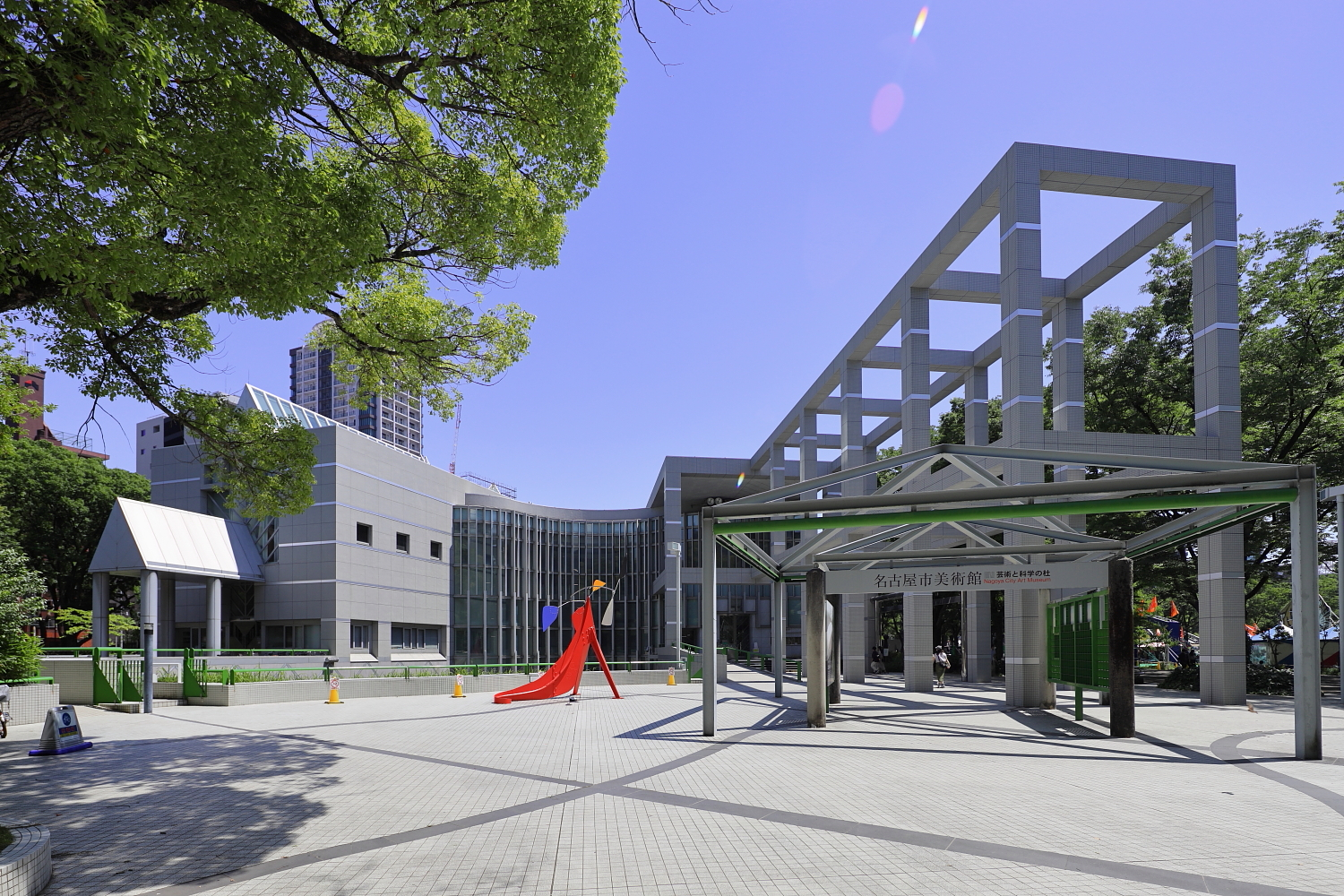
名古屋市美術館

名古屋市美術館（日语：／ Nagoyashi Bijutsukan */?），是位於日本愛知縣名古屋市中區白川公園內的一座美術館。

## 历史
美術館於1988年4月22日開館。美術館建築由建築家黑川紀章設計，這也是他的代表作之一。黑川出身於名古屋，他在設計時也引入了名古屋城和大須觀音、熱田神宮等名古屋當地傳統建築的意匠。名古屋市美術館主要收藏當地鄉土美術家的作品。

## 外部連結
- 名古屋市美術館